# Avenir de Rennes
 (février 2013).
Si vous disposez d'ouvrages ou d'articles de référence ou si vous connaissez des sites web de qualité traitant du thème abordé ici, merci de compléter l'article en donnant les références utiles à sa vérifiabilité et en les liant à la section « Notes et références ».
Maillots
L’Avenir de Rennes est un club omnisports et multi-activités français, basé dans la ville de Rennes (Ille-et-Vilaine) et accueillant une importante section de gymnastique ainsi qu'une section de basket-ball masculin et féminin. L'équipe féminine a longtemps évolué en Championnat de France de basket-ball de ligue féminine 2 (LF2), la 2e division du championnat de France.

## Historique
Le patronage est né fin 1918 sous l'égide du patronage Saint-Étienne. Cette association loi de 1901, adhérente à la Fédération gymnastique et sportive des patronages de France (FGSPF), propose aux jeunes du quartier de pratiquer le basket-ball, la gymnastique, le théâtre, la préparation militaire ou le tir. L'association comprend également des activités culturelles, telles qu'une batterie-fanfare ou des cercles d’études.
En 1941, l'abbé Gauchard relance l'association, mise à mal par la Seconde Guerre mondiale. En avril 1945, l'activité de théâtre devient un cinéma de quartier (le Régent). Le tennis de table débute en 1950, l'haltérophilie devient une salle de musculation installée sous le cinéma. Le terrain contigu au foyer de l'association est couvert en 1956.
En 1968, la fusion entre le club de sport féminin — Les Abeilles —  et le patronage (club masculin) donne naissance à l'Avenir de Rennes. Le basket masculin accède à la Nationale 2. En 1975 arrive le premier joueur-entraîneur américain.
Le cinéma ferme ses portes en 1985. En 1986, pour des raisons financières, la section basket quitte l’Avenir et créé l'association Rennes Basket Club. Elle est dissoute lors de la descente de l'équipe masculine dans une division inférieure, à la fin de saison 1988-1989.
L'Avenir a connu quelques années durant l'élite (la Nationale féminine 1A) puis a participé à la saison inaugurale de la Ligue féminine de basket (1998-99). Cette première expérience professionnelle a été douloureuse pour les rennaises, sur le plan sportif avec 2 victoires en 28 matchs et sur le plan financier puisque le club est relégué de plusieurs divisions à l'intersaison. Toutefois cette expérience est tout de même profitable ; en effet la participation a la ligue féminine de basket étant assujettie à la création d'un centre de formation, le club dispose d'un outil qu'il conserve malgré sa relégation. Ce choix s'avère payant, les différentes équipes de l'Avenir s'appuyant sur de nombreuses joueuses formées au club pour gravir de nouveau les échelons jusqu'à l'accession en National féminine 1, l'antichambre de l'élite en 2007.
La saison 2009-2010 voit la création d'une union pour le basket-ball masculin avec le Rennes pôle association, né de l'union de trois patronages en 1987, l'Espérance de Saint-Hélier créé en 1926, l’Étoile Sportive de Sainte-Thérèse créé en 1939 et l'Aurore de Saint-Clément créé en 1957 : Union Rennes basket 35 (URB 35) tandis que les équipes cadets et minimes garçons évoluent en championnat de France en union avec 2 clubs. La saison 2009-2010 voit cette équipe d'union finir à la 5e place de son championnat. La saison 2010-2011 voit l'équipe senior en union avec le Rennes pôle association accéder à la nationale 2 et les équipes cadets et minimes quitter l'union à 3 (Avenir de Rennes, Rennes pôle association et Pacé) pour former une seule union avec le Rennes pôle association. Ainsi l'URB 35 comprend 3 niveaux de jeu : seniors, cadets et minimes.

## Basket ball

### Entraîneurs successifs de la section féminine
- Hervé Coudray
- 2002-2011 :  Frédérique Prud’homme
- 2011- ? :  Cyril Germain

### Effectif 2008-2009
- Virginie Kevorkian
- Carole Leclair
- Yvette Assilaméhou
- Nadja Morgan
- Lorraine Lokoka
- Aurélie Durand
- Maud Medenou
- Wilka Montout
- Emmanuelle Gorjeu
- Élise Prod'homme
- Cécile Gaubert
- Hhadydia Minte
- Clémentine Samson

### Joueuses célèbres ou marquantes
- Lucienne Berthieu
- Dominique Tonnerre
- Ceylia Peyrol
- Krissy Badé
- Anne Laure Coudray
- Lilia Malaja
- Edwige Lawson
- Cathy Melain
- Nyedzi Kpokpoya

## Musculation
Située rue Papu en dessous du théâtre de l'ADEC, la section musculation de l'Avenir de Rennes est ancienne. Initialement consacrée à l'haltérophilie et surtout à la force athlétique (discipline comportant trois mouvements : le développé couché, le soulevé de terre et le squat), elle a alors accueilli des compétitions comme les championnats de Bretagne et ses athlètes ont collectionné des trophées et record régionaux, nationaux mais aussi internationaux jusqu'à un titre de champion du monde vétéran féminin en 2001. De nombreux compétiteurs sont aussi passés par cette section en complément de leur pratique sportive principale (marathoniens, boxeurs, judokas, etc.)
Depuis quelques années[Quand ?] cette section s'est surtout spécialisée dans la musculation loisir avec l'aide de bénévoles expérimentés et avec l'appui des conseils d'un entraîneur diplômé d'État. Symbole de cette nouvelle orientation sportive le cadre de la salle a été rénové (peintures, pose d'un parquet) il y a 3 ans[Quand ?].
Elle dispose de tout matériel pouvant convenir tant à une personne cherchant une remise en forme (vélos, vélos elliptiques, rameurs, etc.) et/ou voulant progresser en force, puissance ou volume (bancs de développé couché, appareils permettant de travailler tous les groupes musculaires.

## Autres sports
- Le tennis de table (nationale 2).
- La gymnastique avec plus de 300 adhérents pour la saison 2019-2020 avec plusieurs disciplines en fonction de l'âge : toobaby (dès 18 mois), baby gym, école de gym, gymnastique loisirs et gymnastique compétition, gym pour tous adulte, pilates, renforcement musculaire, sport santé seniors. La responsable de la section gymnastique est : Anne-Francoise Vetier. Les gymnastes sont engagées sur deux fédérations : la Fédération française de gymnastique (FFG) aux niveaux fédéral B, fédéral A et performance ainsi que la Fédération sportive et culturelle de France (FSCF).
- La randonnée pédestre.
- Le step, le stretching et la relaxation.
- L'éveil au sport.

## Autres activités
Chaque année, le club organise, dans la halle Martenot, la brocante des Lices et le salon des gourmets. Une section danse africaine existe également.